# العلاقات البلغارية الكيريباتية
العلاقات البلغارية الكيريباتية هي العلاقات الثنائية التي تجمع بين بلغاريا وكيريباتي.

## مقارنة بين البلدين
هذه مقارنة عامة ومرجعية للدولتين:
| وجه المقارنة                                              | بلغاريا                                                                             | كيريباتي                        |
| --------------------------------------------------------- | ----------------------------------------------------------------------------------- | ------------------------------- |
| المساحة (كم2)                                             | 110.99 ألف                                                                          | 811                             |
| عدد السكان (نسمة)                                         | 7.08 مليون                                                                          | 116.40 ألف                      |
| الكثافة السكانية (ن./كم²)                                 | 63.79                                                                               | 14.35 ألف                       |
| العاصمة                                                   | صوفيا                                                                               | جنوب تاراوا                     |
| اللغة الرسمية                                             | اللغة البلغارية                                                                     | لغة إنجليزية، اللغة الكيريباتية |
| العملة                                                    | ليف بلغاري                                                                          | دولار كريباتي، دولار أسترالي    |
| الناتج المحلي الإجمالي (بليون دولار)                      | 56.83 مليار                                                                         | 196.15 مليون                    |
| الناتج المحلي الإجمالي (تعادل القوة الشرائية) بليون دولار | 130.99 مليار                                                                        | 224.26 مليون                    |
| الناتج المحلي الإجمالي الاسمي للفرد دولار أمريكي          | 8.03 ألف                                                                            | 1.42 ألف                        |
| الناتج المحلي الإجمالي للفرد دولار أمريكي                 | 17.21 ألف                                                                           | 1.81 ألف                        |
| مؤشر التنمية البشرية                                      | 0.782                                                                               | 0.590                           |
| رمز المكالمات الدولي                                      | +359                                                                                | +686                            |
| رمز الإنترنت                                              | .bg، .бг ‏                                                                           | .ki                             |
| المنطقة الزمنية                                           | ت ع م+02:00، ت ع م+03:00، أوروبا/صوفيا ‏، توقيت شرق أوروبا، توقيت شرق أوروبا الصيفي ‏ |                                 |

## منظمات دولية مشتركة
يشترك البلدان في عضوية مجموعة من المنظمات الدولية، منها:
| علم المنظمة | اسم المنظمة                   | تاريخ انضمام بلغاريا | تاريخ انضمام كيريباتي |
| ----------- | ----------------------------- | -------------------- | --------------------- |
|             | الاتحاد الدولي للاتصالات      | 18 سبتمبر 1880       | 3 نوفمبر 1986         |
|             | منظمة حظر الأسلحة الكيميائية  | ?                    | ?                     |
|             | يونسكو                        | 17 مايو 1956         | 24 أكتوبر 1989        |
|             | مؤسسة التمويل الدولية         | 22 يوليو 1991        | 2 أكتوبر 1986         |
|             | الأمم المتحدة                 | 14 ديسمبر 1955       | 14 سبتمبر 1999        |
|             | الاتحاد البريدي العالمي       | ?                    | ?                     |
|             | البنك الدولي للإنشاء والتعمير | 25 سبتمبر 1990       | 29 سبتمبر 1986        |

## وصلات خارجية
- موقع وزارة الخارجية البلغارية